# Atlides gaumeri
Espèce
Atlides gaumeri est une espèce de papillons de la famille des Lycaenidae, de la sous-famille des Theclinae et du genre Atlides.

## Dénomination
Atlides gaumeri a été décrit par Frederick DuCane Godman en 1901 sous le nom initial de Thecla gaumeri.

### Noms vernaculaires
Atlides gaumeri se nomme White-tipped Hairstreak en anglais.

## Description
Atlides gaumeri est un petit papillon avec une très longue fine queue à chaque aile postérieure. Le dessus de couleur marron est très largement suffusé de vert doré avec aux ailes antérieures près du milieu du bord costal une tache ronde marron.
Sur le revers l'abdomen est rouge, les ailes marron avec des taches rouge dans la partie basale, une suffusion verte aux ailes antérieures et aux ailes postérieures un pointillé jaune qui rejoint le bord externe au bord interne.

## Écologie et distribution
Il réside dans le sud du Mexique et à Panama.

### Protection
Pas de statut de protection particulier.